# Pavle Đurišić
Pavle Đurišić (cyrillique : Павле Ђуришић ; également retranscrit Pavle Djurisic ; ou en serbe en écriture cyrillique : Павле Ђуришић), né le 9 juillet 1909 à Podgorica et mort en avril 1945 en Croatie, est un militaire yougoslave d'origine serbe, natif du Monténégro. Il est, pendant la Seconde Guerre mondiale, l'un des chefs du mouvement tchetnik dirigé par Draža Mihailović. Durant le conflit, Đurišić commence par résister aux troupes de l'Axe, puis collabore avec les occupants pour mieux combattre les communistes, tout en se livrant à des massacres de populations musulmanes. À la fin de la guerre, il est capturé et tué par les  troupes fachistes collaborationnistes Oustachis

## Biographie

### Jeunesse et vie sous l'entre-deux-guerres
Pavle Đurišić naît à Podgorica, au Monténégro. Après la mort de son père, il va vivre à Berane auprès de son oncle, un magistrat qui avait combattu contre les Ottomans dans les rangs des Tchetniks. Il intègre en 1927 l'Académie militaire de Belgrade et devient en 1930 sous-lieutenant dans l'Armée royale yougoslave. En avril 1939, après l'invasion italienne de l'Albanie, il est chargé de mener des missions de renseignement près de la frontière entre l'Albanie et le Monténégro.

### Seconde Guerre mondiale

#### Rôle pendant l'occupation du Monténégro
En avril 1941, Đurišić rejoint le Monténégro après l'invasion et le démembrement de la Yougoslavie. Durant l'été, il devient avec Bajo Stanišić et Đorđe Lašić l'un des principaux chefs de l'insurrection menée au Monténégro par les nationalistes monarchistes serbes contre les occupants Italiens. Le double soulèvement mené par les officiers monarchistes et par les Partisans communistes conduit les Italiens à abandonner leur projet de restaurer le royaume du Monténégro ; le pays demeure par la suite un gouvernorat militaire. Les monarchistes entrent cependant très vite en conflit avec les communistes, qui mènent des purges politiques impitoyables au Monténégro : ils affrontent dès lors à la fois les Partisans, les Italiens, et les irréguliers Albanais et Musulmans utilisés par ces derniers pour mener la contre-insurrection. Les communistes sont pour l'essentiel refoulés du Monténégro à la fin de 1941.
Đurišić, désireux de poursuivre le combat contre les Albanais et les Musulmans, entre en contact direct, au mois de décembre, avec l'organisation de Mihailović : il ne parvient à rencontrer que l'un des émissaires de ce dernier, le capitaine Rudolf Perhinek, dont les instructions sont peu précises. Perhinek n'a en outre reçu de Mihailović que des instructions orales pour nommer les chefs tchetniks au Monténégro. Ayant reçu un ordre signé de Perhinek qui le nomme chef des forces du Sandžak, Đurišić le falsifie pour le transformer en un ordre écrit de Mihailović lui-même. Il ramène également une instruction signée de Mihailović et ordonnant l'élimination non seulement des communistes, mais également des populations musulmanes, document qu'il semble également avoir falsifié.
Le gouverneur italien du Monténégro, Alessandro Pirzio Biroli, décide de jouer des dissensions entre groupes insurgés : il conclut en mars 1942 des accords avec Đurišić et Stanišić, qui se sont affirmés comme les principaux chefs nationalistes. Les Tchetniks monténégrins reconnaissent le général Blažo Đukanović, ancien ban de la Zeta, comme porte-parole des « nationalistes » locaux, et partagent le contrôle du territoire du pays avec les Italiens et les « Verts » séparatistes. Đurišić établit son quartier-général à Kolašin et tient le Nord du pays ; les Tchetniks, collaborant avec les occupants, participent aux opérations de répression au Monténégro et achèvent d'en chasser les communistes. Mihailović lui-même établit ensuite son quartier-général au Monténégro, mais il doit y accepter l'autorité de fait de Đurišić et Stanišić, qui sont les véritables chefs militaires locaux. Đurišić organise en décembre 1942 à Šahovići, dans les bouches de Kotor, un « congrès tchetnik » où s'exprime l'aile la plus extrémiste du mouvement, et qui conclut à la nécessité d'établir après-guerre une « dictature tchetnik temporaire » sur le royaume de Yougoslavie restauré, tout en séparant les populations serbes, croates et slovènes. 
Plus que de véritables actes de résistance, Đurišić, qui agit en toute indépendance, mène essentiellement des raids meurtriers contre les populations civiles musulmanes du Monténégro et de Bosnie, pour « venger » les persécutions subies par les Serbes. Mihailović, quant à lui, se soucie avant tout de maintenir la cohésion du mouvement tchetnik en attendant l'arrivée des Alliés sur lesquels il compte pour remporter la victoire, et ne prend aucune initiative pour arrêter les massacres.

#### Collaboration avec les Allemands
En mai 1943, durant l'opération Schwarz, que les Allemands mènent à la fois contre les Partisans et les Tchetniks, Đurišić est capturé avec 2000 de ses hommes ; malgré les protestations des Italiens dont il était jusque-là l'allié, il est emmené en Allemagne. À la fin de l'année, il s'évade et parvient à rejoindre la Serbie ; à nouveau capturé, il se voit proposer par les Allemands de se mettre au service du gouvernement collaborateur de Milan Nedić  pour lutter contre les Partisans. Les occupants allemands visent ainsi à profiter de la popularité dont jouit Đurišić auprès des Serbes du Monténégro. Đurišić accepte : après avoir début 1944 contribué à repousser  en Serbie les incursions de Partisans de Tito, il retourne en juin au Monténégro. Il y forme un « Corps de volontaires monténégrins » qui compte entre 5 000 et 7 000 hommes : théoriquement subordonnée à Nedić, cette force rattachée sur le papiers au Corps de volontaires serbes de Dimitrije Ljotić. Bien que ses Tchetniks servent d'auxiliaires aux Allemands, Đurišić continue de se dire loyal à Mihailović, et justifie sa collaboration avec les Allemands par la nécessité de combattre les communistes et de ravitailler le Monténégro, qui connaît du fait de la guerre une situation de pénurie alimentaire.

#### Mort
Fin 1944, les Partisans, ayant conquis le territoire serbe avec l'aide de l'Armée rouge, reprennent pied au Monténégro : Cetinje est prise le 13 novembre. Đurišić, étant parvenu à briser l'encerclement de la ville, traverse avec 15 000 hommes (combattants et réfugiés civils) le Sandžak et la Bosnie pour rejoindre les forces de Mihailović. Ses troupes, harcelées par les Partisans comme par les Oustachis et frappées par les bombardements alliés, sont en outre décimées par le froid, la faim et les maladies. Đurišić rejoint Mihailović dans la région de Drvar : mais sur place, il constate la déliquescence des troupes tchetniks et l'absence de stratégie de leur chef. Il suggère alors à Mihailović d'accepter la proposition de Ljotić de regrouper toutes les forces anticommunistes en Slovénie. Mihailović ayant refusé, Đurišić rompt avec lui et part avec ses troupes pour la Slovénie, accompagné d'autres officiers tchetniks comme Zaharije Ostojić et Petar Baćović.
En chemin, et pour pouvoir traverser le territoire de l'État indépendant de Croatie il noue une alliance temporaire avec le leader séparatiste monténégrin Sekula Drljević, allié aux Oustachis et qui souhaite former sa propre armée. Mais Đurišić décide de ruser en n'envoyant à Drljević que des hommes inaptes au combat tandis que lui-même rejoint la Slovénie. Drljević appelle alors à l'aide les Oustachis, avec lesquels il est également allié, et leur demande d'attaquer la colonne de Đurišić.  Le 12 avril, les forces de Đurišić sont attaquées dans la région de Banja Luka par des Oustachis supérieurs en nombre : les fascistes croates, alors soumis l'offensive des Partisans, ont été jusqu'à retirer des troupes du front pour leur barrer la route aux Tchetniks. Đurišić lui-même, ainsi qu'Ostojić et Baćović, sont capturés par les Oustachis puis mis à mort, peut-être au camp de concentration de Jasenovac.